# Lexikon des frühgriechischen Epos
Das Lexikon des frühgriechischen Epos (LfgrE) ist ein Lexikon zur Frühzeit der Textgattung des griechischen Epos, das beim Göttinger Verlag Vandenhoeck & Ruprecht erschienen ist. Es behandelt die Epen Ilias und Odyssee von Homer sowie die Werke des Dichters Hesiod und die Homerischen Hymnen. Die epische Sprache steht an der Grenze von der Mündlichkeit zur Schriftlichkeit und zeichnet sich durch Archaismen und Durchmischung der griechischen Dialekte aus.

## Geschichte
Das Projekt wurde 1944 in Hamburg von Bruno Snell als Teil eines Gesamtprojekts Archiv für griechische Lexikographie begonnen (Thesaurus Linguae Graecae). Das Anliegen Snells mit diesem Lexikon würdigte Carl Friedrich von Weizsäcker in einem Brief an Snell mit den Worten: „Die von Ihnen eingeleitete lexikalische Arbeit an diesem Epos bereitet also philologisch den Boden auf, aus dem sich schließlich der ganze Baum des abendländischen Denkens genährt hat.“
Die erste Lieferung des Lexikons erschien 1955. Bis zur dritten Lieferung 1959 war Hans Joachim Mette Redaktor des Projekts; als Herausgeber zeichneten Bruno Snell und Ulrich Fleischer. Die vierte Lieferung 1965 wurde von Gerda Knebel besorgt, die Lieferungen 5 bis 11 (1984) von Eva-Maria Voigt. Ab dem Buchstaben Β (Lieferung 10, 1982) wurde das Projekt von der Akademie der Wissenschaften zu Göttingen übernommen. Dies bedeutete eine deutliche Straffung der Arbeit, besonders an häufig vorkommenden Wörtern und Partikeln. Von 1984 bis 2010 wurde das Projekt von Michael Meier-Brügger geleitet. Der vierte und letzte Band wurde 2010 abgeschlossen.

## Mitarbeiter
Zuletzt arbeiteten mit dem Redaktor Michael Meier-Brügger neun wissenschaftliche Mitarbeiter an dem Projekt. Das Projekt war zeit seines Bestehens eine Ausbildungsstätte für aufstrebende Wissenschaftler. Die gewöhnliche Arbeitszeit betrug zwei Jahre. Zu den Mitarbeitern zählten unter anderem Klaus Alpers, Claude Calame, Thomas Gelzer, Jean Irigoin, Irene de Jong, Gerda Knebel, Joachim Latacz, Kjeld Matthiessen, Reinhold Merkelbach, Dieter Motzkus, Heinz Neitzel, Klaus Nickau, James N. O’Sullivan, Stefan Radt, Martin Schmidt, Walter Spoerri und Gerd Steiner.
Die Leitungskommission der Göttinger Akademie der Wissenschaften, zuletzt bestehend aus Dieter Harlfinger, Ernst Heitsch, Heinrich Hettrich, Klaus Nickau, Ulrich Schindel und Arbogast Schmitt (Vorsitzender) tagte einmal jährlich in Hamburg und veranstaltete seit 1993 bei diesem Anlass jährlich einen öffentlichen Vortrag eines namhaften Eposforschers. Zu den Referenten zählten Helmut van Thiel, Arbogast Schmitt, Tilman Krischer, Martin Litchfield West, Wolfgang Kullmann und Ernst Heitsch.

## Finanzierung
Das Projekt wurde ursprünglich aus den Mitteln des Archivs für griechische Lexikographie in Hamburg finanziert, die von der Hamburgischen Wissenschaftlichen Stiftung und der Akademie der Wissenschaften zu Göttingen stammten. 1947 wurde das Archiv als Institut mit einem festen Jahresetat bedacht. Die 1949 beantragte Förderung durch die UNESCO wurde 1950 bewilligt. Auch die Deutsche Forschungsgemeinschaft (DFG), damals Notgemeinschaft der deutschen Wissenschaft, unterstützte das Projekt.
Die UNESCO zog ihre Mittel bald zurück, während die DFG ihre Unterstützung steigerte. Eine internationale Unterschriftensammlung 1976 verzögerte einen Ausstieg der DFG bis 1980, als das Projekt durch die Akademie der Wissenschaften zu Göttingen übernommen wurde. Bis zum Abschluss 2010 wurden die Mittel von den Hamburger Unterstützern (darunter die Joachim-Jungius-Gesellschaft der Wissenschaften), der Akademie und dem Bundesministerium für Bildung und Forschung bestritten.